# Caldicellulosiruptor kristjanssonii
Caldicellulosiruptor kristjanssonii è una specie di batterio appartenente alla famiglia delle Syntrophomonadaceae.